# Salles-d'Aude
 Salles-d'Aude  là một xã của Pháp, nằm ở tỉnh Aude trong vùng Occitanie.